# De Waha

Armoiries de la famille de Waha

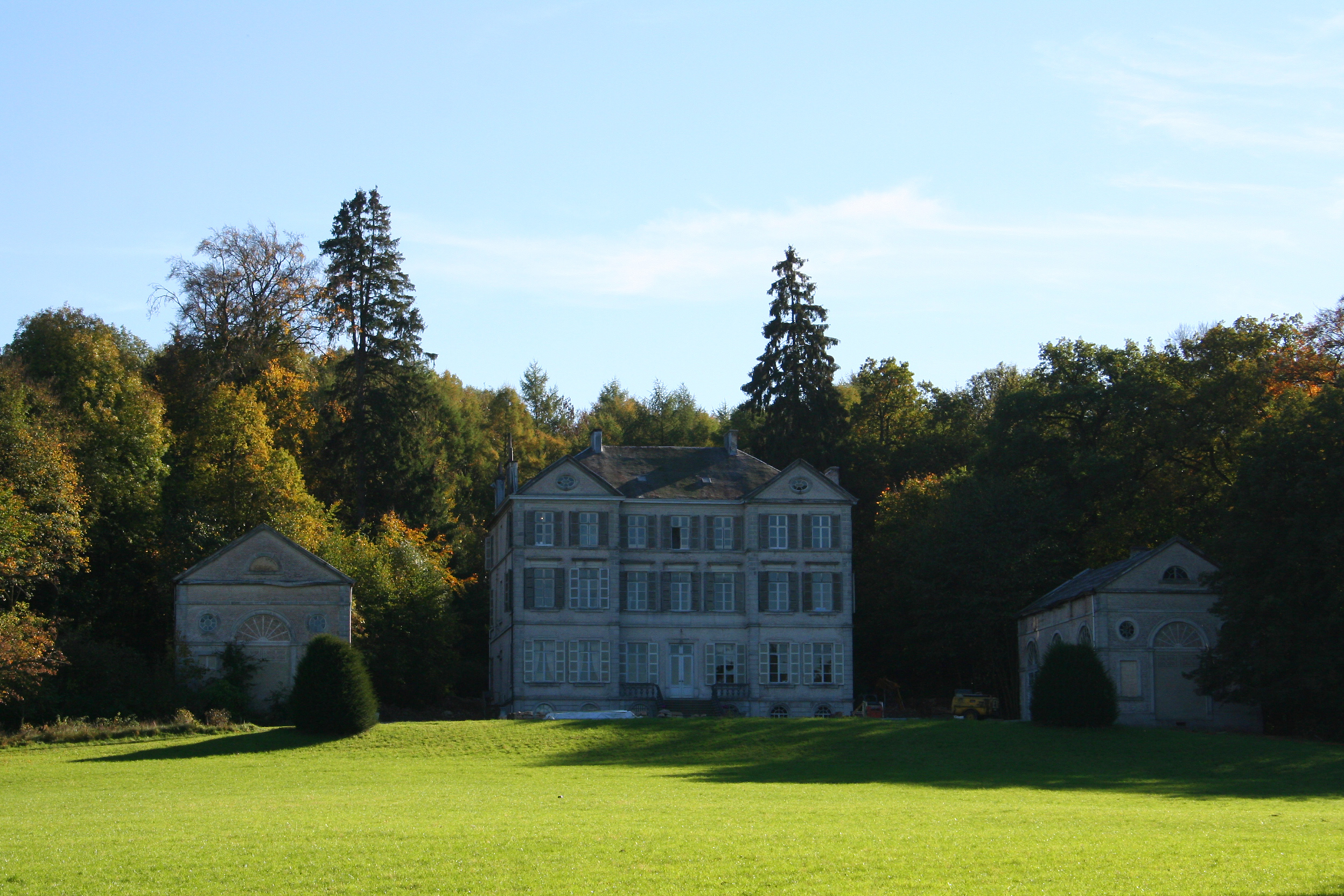
Château de Waha à Marche-en-Famenne

La famille de Waha (également : de Waha-Duras, de Waha de Linter, de Waha de Grummelscheyde et de Waha de Baillonville) est une ancienne famille noble des Pays-Bas du Sud.

## Histoire
Immon, seigneur de Waha, est attesté vers 950.
Lambert de Waha lègue la seigneurie de Waha à l'abbaye de Saint-Hubert en 1226.
Le chevalier Hubert de Waha, décédé en 1320, est enterré dans le chœur de l'église de Fronville.
En 1532, un de Waha fut inclus dans l'état noble de la Principauté de Liège. Plusieurs descendants suivirent. À partir de 1679, des membres de la famille de Waha sont également mentionnés dans le Second État de Luxembourg.
Georges de Waha de Baillonville reçut le titre de chevalier de l'archiduc Albert d'Autriche le 20 juillet 1618. En 1729, le duc Léopold Ier de Lorraine accorde à Charles de Waha le titre de comte, transmissible par droit d'aînesse.
En 1816, 1822 et 1829, sept branches furent reconnues comme appartenant à la noblesse du Royaume des Pays-Bas et depuis 1830, elles appartiennent à la noblesse belge avec le titre de baron transmis à tous les descendants en ligne masculine ; seule la sixième branche de Waha Baillonville prospère encore, les six autres sont éteintes.
Une autre branche, non incluse dans la noblesse hollandaise ou belge, a fourni des administrateurs au Luxembourg. Le 3 avril 1914, Raymond de Waha fut reconnu dans la noblesse luxembourgeoise; le 16 mars 1917, Charles de Waha aussi. En 1992, François-Nicolas de Waha est mentionné comme chef de cette branche.
Les générations successives se sont déroulées comme suit :
- Gilles de Waha x Marguerite de Berlo
  - Hubert de Waha (1265-1361?) x Agathe de Hamal
    - Hubert de Waha († 1361) x Agnès de Winantsrode
      - Jean de Waha seigneur de Baillonville, marié en 1364 à Marie de Houffalize.
        - Julio de Waha, x Catherine de Trina († 1457).
          - Hubin de Waha (° 1422), x Marguerite d'Orjo.
            - Anceal de Waha, x Jeanne de Custinne.
              - Jacques de Waha, x Jeanne de Sorinnes xx Marie de Tavier.
                - Anceal de Waha de Hérock, x1535 Marie de Sorée[6].
                  - Jacques de Waha († 1598), x Marie d'Aux Brebis († 1596).
                    - Martin de Wala († 1601), x Marguerite d'Orchimont.
                      - Jean de Waha († 1685), x Marie de Maillen († 1687).
                        - Jean-Philippe de Waha (1647-1709), x Anne de Lardenois de Ville.
                          - Louis Joseph de Waha († 1734), x Marguerite de Senzeille (1700-1728).
                            - Louis Joseph Nicolas de Waha (° 1726), x Françoise de Senzeille. il était seigneur de Wierde et de Sart-Custine, membre du Second État de Namur.
                              - Auguste de Waha-Duras
                              - Alexandre de Waha-Duras

                          - Théodore de Waha (1688-1742), x Anne de Bergh de Trips (1702-1774).
                            - Herman Théodore Ambroise Antoine de Waha (° 1722), x Anne de Waha-Baillonville (° 1723). Herman de Waha était seigneur de Linter, lieutenant-colonel d'un régiment de dragons.
                              - Philippe de Waha de Linter
                              - François-Joseph baron de Waha (1758-1843), ancêtre de la branche luxembourgeoise

                            - Ernest Joseph de Waha (1737-† 1785), x Marie de Steinbach. Ernest était un officier au service de l'électeur palatin.
                              - Jacques Joseph de Waha de Grummelscheyde (1778-1835) x Adèle Couder
                                - Charlotte Adèle de Waha (1825-1878)

        - Jacques de Waha, x Marie d'Odeur.
          - Jean de Waha, x Anne de Juppleu.
            - Jean de Waha, x Catherine de Trina.
              - Jean de Waha, xx Jeanne de Wildre.
                - Claude de Waha († 1558), x Catherine de Brabant.
                  - Jean de Waha († 1620), x Jacqueline de Furneau.
                    - Jean de Waha († 1673), x Marguerite de Draeck.
                      - Jean-Charles de Waha († 1706), x Jeanne de Bouck.
                        - Jean-Thomas de Waha (1659-1737), x Anne de Sierreux (1666-1749).
                          - Guillaume de Waha (1697-1777), x Louise Heyben (1702-1732).
                            - Jean-Charles de Waha (1720-1790) x Marie de Charneux.
                              - Guillaume de Waha (1763-1817), x Marie-Jeanne de Bonhomme.
                                - Joseph-Louis de Waha

                              - Eugène de Waha de Baillonville
                              - Henri de Waha-Baillonville